# Wohnhaus Ovelgönne 1
Das Wohnhaus Ovelgönne 1 des früheren Rittergutes Ovelgönne in Bücken in der niedersächsischen Samtgemeinde Grafschaft Hoya stammt vom 16. Jahrhundert.
Es wird aktuell (2023) als Kinderheim genutzt.
Das Gebäude steht unter Denkmalschutz (siehe auch Liste der Baudenkmale in Bücken).

## Geschichte und Beschreibung
Das Rittergut Ovelgönne war eines der ältesten Rittergüter in der Grafschaft Hoya. 1328 wurde ein Adelssitz in Bücken erwähnt, welchen der Ritter Johann von Stendern besaß. Um 1600 erwarb Heinrich von Hitzfeld das Gut von der Familie Frese. Sein Enkel Otto von Hitzfeld ließ 1658 die Fachwerkbauten errichten, die noch heute erhalten sind. 1681 wurde das Gut an Landsyndikus Johan David Strube verkauft, der es an seinen Sohn Henrich Anton Strube vererbte. 1777 übernahm Georg Philipp Strube (1793 geadelt) das Gut; der barocke Dachreiter stammt aus dieser Zeit. Das Gut war nun Wohn- und Altersruhesitz der Familie.
Eigentümer Adolph Scharnhorst war Offizier und von 1893 bis 1905 Bürgermeister von Bücken. Die Familie war seit 1850 Eigentümerin des Guts, darunter Gerhard Scharnhorst (1915–2009) CDU-Mitglied des Niedersächsischen Landtages (1967–1978).
2018 wurde der Gutssitz vom Kinderheim Kleine Strolche erworben als Therapiezentrum für traumatisierte Kinder.
Das eingeschossige Gebäude von 1658 in Fachwerk mit Steinausfachungen, mit Quereinfahrt sowie mit Krüppelwalmdach mit Schleppgauben und Zwerchhaus war das Wohngebäude des Rittergutes. Der oktogonale verschieferte barocke Dachreiter mit offener Laterne sowie Spitz- und Glockenhaube und Wetterfahne mit kleiner Turmkugel stammt vom Ende des 18. Jahrhunderts. Das Gebäude erfuhr mehrere Veränderungen.
Das Niedersächsische Landesamt für Denkmalpflege befand: „… geschichtliche Bedeutung … als in den Kontext einer Hofanlage integriertes Wohnhaus …“